# Айчату Оусмане Иссака
Айшату Усман Иссака (род. XX век) — майор, заместитель директора по социальной работе военного госпиталя в Ниамее, одна из первых женщин-военных Нигера. В 2016 году она получила награду «Военный защитник года по гендерным вопросам» Организации Объединённых Наций за свою службу в Гао, Мали, в Силах ООН по поддержанию мира в 2014—2015 годах. Она служила капитаном в группе военно-гражданского сотрудничества, обучая коллег-офицеров и работая с местными женщинами в соответствии с принципами Резолюции 1325 (2000) Совета Безопасности Организации Объединённых Наций по расширению участия женщин и интеграции гендерных аспектов в миротворческие усилия. Иссака также сопровождала патрули, иначе состоящие исключительно из мужчин, что делало их более доступными для женщин и детей. Она стала первой обладательницей этой награды.
29 марта 2017 года Иссака получила Международную женскую премию за отвагу за свой миротворческий вклад в Нигере и Мали от первой леди США Мелании Трамп и заместителя госсекретаря по политическим вопросам Томаса А. Шеннона.